# 12人の優しい殺し屋
『12人の優しい殺し屋』（じゅうににんのやさしいころしや）は、コナミデジタルエンタテインメントのコンテンツ。
また、それを原作とする漫画、小説、舞台、ドラマCDのことでもある。

## 概要
12人の優しい殺し屋は、ユーザー参加型のコンテンツである。参加者は創作投稿会員「Femmes Savantes」（ファムサヴァン）として、登場人物を題材にした投稿コミュニティを形成する。キャラクターデザインは、『学園ヘヴン』等の氷栗優（メインビジュアル担当）。

### ファムサヴァン
- 設定投稿掲示板、ノベル投稿掲示板・イラスト投稿掲示板、雑談掲示板が会員向けに公式サイトに開設されている。イラスト素材のダウンロードも設置されていた。
- 公式サイトでは投稿されたノベル・設定に投稿大賞を設けていた。こちらは第14回の受賞作発表をもち作品の配信および発表を終了した。
  - 投稿表現の範囲（男性同士の恋愛）については、成人指定がなく性器の描写をしない表現は許可されている。
  - いわば一般書籍・映像を越えない程度の表現であれば投稿作品として扱い、コミュニティの一部としての形成をガイドラインは許可している。商業作品については当てはまらない。
  - 商業作品はあくまでも商業作品としてのメディアミックスとしてコンテンツを充実させている。

## あらすじ
法で裁けぬ悪を断罪する「ペルソナXII」（ペルソナトゥエルブ）。彼らが主人公の『12人の優しい殺し屋』は、星の導きにより一人の占い師の元に集った12人の男たちの物語である。
俳優、料理人、刑事、漫画家、ホスト、会社員、メイクアップアーティスト、精神科医、詩人、弁護士、カメラマン、美容師など…仕事、年齢一切重ならない男達の共通点はただ一つ。自身に守護星座のタトゥーを施した超一流の殺し屋「ペルソナXII」であること。男達はお互いの素性について何も知らない。
占い師・真宮陽介の依頼を受け、複雑に張り巡らされながらも決して絡み合うことのない12本の運命の糸は導かれる。物語の結末には果たしてどのような紋様が織り上がるのか。そして今回のターゲットは――。

## 登場人物・声の出演
※カッコ内は表の職業。
真宮陽介（占い師）：神谷浩史
ペルソナⅫを束ねる占い師。その素性は一切不明。
依頼者を調査したのち、十二人に召集をかけ、水晶占いによって殺しを執行する者を選ぶ。
青山一丁目に占い店「ZODIAC」を構えてる。独自の占いは高い的中率を誇り、店は常時4か月から半年待ちというほど人気。
角坂翔（俳優）：羽多野渉
牡羊座の殺し屋。刻印の位置は左首筋。
映画専門の俳優。17歳でデビューして以降、幾つもの賞を受賞している。勝ち気で負けず嫌いな性格。演技と変装の名人。
ミステリー作家になりきって完全犯罪のトリックを考え、シナリオライターになりきって実行可能かを検証し、依頼人になりきって殺しを実行する。
白神彰（料理人）：宮野真守
牡牛座の殺し屋。刻印の位置は左肩。
創作和食料理店「しらかみ」の店主。絶対味覚の持ち主であり、一度味わった味と香りは決して忘れない。無口であり、店のカウンターに立っている間は、最低限のことしか話さない。
毒物についての知識も豊富で、彼の毒薬は司法解剖でも検出されない。
対馬剣司（刑事）：小西克幸
双子座の殺し屋。刻印の位置は左背中。
警視庁刑事部捜査一課強行犯6係主任（警部）で、射撃の達人。無表情だが内面に熱い心を持つ。
被害者の立場に立つことで受けた苦痛を追体験し、この苦痛がモチベーションとなる。このため、標的に多大な苦痛を与えることとなり、相手は「殺してくれ」と泣いて懇願する。
飛鳥勇気（漫画家）：松原大典
蟹座の殺し屋。刻印の位置は左脇腹。
月二本の連載を抱える漫画家。酒好きでヘビースモーカー。マイペースな性格だが、殺しの際にメガネを外すことでスイッチを入れる。
常人離れした握力の持ち主で、これを凶器として殺しを行う。
醍醐小太郎（ホスト）：佐藤雄大
獅子座の殺し屋。刻印の位置は左の太股。
歌舞伎町のホストクラブ「オーバーロード」のナンバーワン。源氏名は美童貴史。明るく無邪気な性格。店の若手とフットサル・チームを組んでいる。
ナイフをコレクションしており、標的に合わせて使用するナイフを選ぶ。
天野隼人（会社員）：三木眞一郎
乙女座の殺し屋。刻印の位置は左足の甲。
株式会社大栄商事の経理課課長。冷静で几帳面な性格。資格取得と腕時計集め、ボクシングが趣味。ジムのオーナーによれば、四年前に始めていたらウェルター級世界王者になれた逸材らしい。
父方の祖父が花火師、母方の祖父がエンジニアだったことから、小型の時限爆弾を用いて殺しを行う。
斑鳩公平（メイクアップアーティスト）：小野大輔
天秤座の殺し屋。刻印の位置は右足の甲。
神の手を持つと言われるメイクアップアーティスト。ハリウッド女優とも専属契約を結んでいる。趣味は陶芸とお手軽料理。
殺しの際に自身にメイクを施すことで、性格や肉体に変化を起こす。このメイクは被害者と同じものを使用することが多い。
葛葉涼（精神科医）：藤原啓治
蠍座の殺し屋。刻印の位置は右の太股。
17歳で心理学の博士号を取得し、29歳にして黎明館大学医学部精神病理学科の准教授となった天才。大のお笑い好き。骨法の有段者。
どんな相手にも催眠術をかけることができる。
武内直樹（詩人）：柿原徹也
射手座の殺し屋。刻印の位置は右の脇腹。
詩人だが、副業として通訳と英語の家庭教師をしている。日本語の他に英語、フランス語、ドイツ語、韓国語、北京語を話せる。能天気で夢見がちな性格。趣味はサイクリング。
世界各国の犯罪組織とつながりがあり、武器や弾を調達する。また、弓の名手でもある。
宗像健一（弁護士）：伊藤健太郎
山羊座の殺し屋。刻印の位置は右背中。
正義感が強く、筋が通らないことを嫌う。正義を貫くには力が必要だと考えており、腕力を求める。私生活には無頓着。サッカー好きで、チームを結成している。
殺しの際にも、信念と拳一つで臨む。
日下部春流（カメラマン）：諏訪部順一
水瓶座の殺し屋。刻印の位置は右肩。
寡黙だが情熱的な性格。本業は戦場カメラマンだが、グラビア撮影も請け負う。食事には無頓着だが、コーヒーにはうるさい。
独自のサバイバル術と格闘術で殺しを実行する。また、飼っている2頭の犬を使うこともある。
愛染良彦（美容師）：福山潤
魚座の殺し屋。刻印の位置は右首筋。
ヘアサロン「空」のオーナーで、「魔術師」とも呼ばれる美容師。店を第一と考えており、店を空ける仕事は引き受けない。大阪出身でお笑い好き、タイガースのファン。
被害者の髪に気を注入して硬化させ、針に変える。この針で標的の経絡秘孔を突くことで、様々な効果を出す。

## コンテンツ

### 漫画
- 『黒×羊 ～12人の優しい殺し屋～』（くろ ひつじ じゅうににんのやさしいころしや）

『月刊!スピリッツ』2009年10月号より2011年11月号まで連載。作画は木根ヲサム。単行本は全8巻。
- 『12人の優しい殺し屋〜PERSONA OF CANCER〜』

『月刊コミックフラッパー』（メディアファクトリー）にて掲載。作画は阿久田ミチ。全1巻。
- 『12人の優しい殺し屋〜ライブラ：黒き審判〜』

『月刊プリンセス』（秋田書店）にて連載。作画は藤枝とおる。全2巻
- 『12人の優しい殺し屋―LEO MURDER CASE―』

『月刊コミックブレイドアヴァルス』（マッグガーデン）にて掲載。作画は高橋燎央。全2巻。

### 小説
- 『12人の優しい殺し屋－第1期ショートノベル－』
- 『12人の優しい殺し屋－第2期ショートノベル－』
- 『12人の優しい殺し屋－第3期ショートノベル－』
- 『12人の優しい殺し屋－第4期ショートノベル－』

『電子書籍パピレス』『電子貸本レンタ』販売。著者はエルスウェア。
- 『12人の優しい殺し屋 GrandTrineStories -Sagittarius Edition-』
- 『12人の優しい殺し屋 GrandTrineStories -Aquarius Edition-』

『電子書籍パピレス』『電子貸本レンタ』販売。著者は猫西ハナ。
- 『12人の優しい殺し屋 -ZODIAC STORIES-』2008年8月発売
- 『12人の優しい殺し屋 -ZODIAC STORIES Ⅱ-』2009年4月発売

『B's-LOG文庫』刊行。著者は12×男（小島プロダクション）。イラストはキャラクターデザインの氷栗優。
ロマンアルバム
- 『12人の優しい殺し屋 CROSS BORDER』2009年8月発売

徳間書店刊。『月刊アニメージュ』誌上より2008年5月号～2009年4月号までの小説連載をまとめたムック。
著者は駒尾真子。氷栗優による新たに描きおろされたイラストを収録し、声優のインタビュー&ドラマCDが付属している。

### ドラマCD
イメージアルバム
- 12人の優しい殺し屋 Introduction（2008年10月22日、コナミデジタルエンタテインメント）
- 12人の優しい殺し屋 Sign:Ruby（2008年10月22日、コナミデジタルエンタテインメント）
- 12人の優しい殺し屋 Fate:Topaz（2009年3月18日、ソニー・ミュージックディストリビューション）
- 12人の優しい殺し屋 Wish:Emerald（2009年3月18日、ソニー・ミュージックディストリビューション）

ラジオ・サントラ
- 12人の優しい殺し屋 side R part1（2009年6月24日、ソニー・ミュージックディストリビューション）
- 12人の優しい殺し屋 side R part2（2009年7月22日、ソニー・ミュージックディストリビューション）
- 12人の優しい殺し屋 side R part3（2009年8月26日、ソニー・ミュージックディストリビューション）

### ラジオ
2008年より放送されていたラジオ番組。インターネット配信も行われている。隔週金曜の深夜23:00 - 23:30。

### 舞台
- 「12人の優しい殺し屋」日程は2010年8月7日〜8月15日、会場は赤坂RED/THEATERにて開演。ホリプロ50周年の一環で舞台化された。
  - 演出：大岩美智子、脚本：金房実加。
  - 出演
    - 角坂翔（俳優）：川村陽介
    - 放火犯・風間芳樹（ターゲット）：木村了
    - 真宮陽介（占い師）：載寧龍二
    - 葛葉涼（精神科医）：鈴木亮平
    - 醍醐小太郎（ホスト）：前田公輝
    - 白神彰（料理人）：菊田大輔
    - 真宮の執事・木暮真澄：大石吾朗

- 「12人の優しい殺し屋 ～狙われた豪華客船～」日程は2011年8月16日〜8月24日、会場は青山円形劇場にて開演。
  - 演出：山本和夫、脚本：千葉美鈴。
  - 出演
    - 日下部春流（戦場カメラマン）：中尾明慶
    - 武内直樹（詩人）：阿部力
    - 飛鳥勇気（漫画家）：竹内寿
    - 白神彰（料理人）：菊田大輔
    - 斑鳩公平（メイクアップアーティスト）：古川雄輝
    - 大手私立大学医学部教授・古城慎一（ターゲット）：山崎裕太
    - 真宮の執事・木暮真澄：大石吾朗
    - 真宮陽介（占い師）：載寧龍二（※映像出演）

DVD
| 発売元   | タイトル                             | 発売日         | 規格番号 |
| -------- | ------------------------------------ | -------------- | -------- |
| ホリプロ | 12人の優しい殺し屋                   | 2010年11月15日 | HPDCD 1  |
| ホリプロ | 12人の優しい殺し屋~狙われた豪華客船~ | 2012年02月28日 | HPDCD 3  |

### その他
携帯電話向けの情報サイトではアプリ、ノベル、オーディオドラマ、着ボイス、待受画像等を配信。2009年夏に配信終了。